# Серрамеццана
Серрамеццана (італ. Serramezzana) — муніципалітет в Італії, у регіоні Кампанія,  провінція Салерно.
Серрамеццана розташована на відстані близько 280 км на південний схід від Рима, 95 км на південний схід від Неаполя, 55 км на південний схід від Салерно.
Населення — 328 осіб (2014).

## Демографія
Населення за роками:

Станом на 1 січня 2023 року в муніципалітеті офіційно проживало 12 іноземців з 6 країн, серед них 10 громадян країн Євросоюзу та 1 громадянин України.

## Сусідні муніципалітети
- Монтекориче
- Пердіфумо
- Сан-Мауро-Чиленто
- Сесса-Чиленто